# Liga Nordeste de Futsal
La Liga Nordeste de Futsal è una competizione brasiliana di calcio a 5 fondata nel 2005, disputata dalle squadre di club della Região Nordeste.

## Albo d'oro
| Stagione | Sede                   | Vincitore          | Finalista     |
| -------- | ---------------------- | ------------------ | ------------- |
| 2005     | Fortaleza              | Moitense           | ABC           |
| 2006     | Varie sedi             | Afagu              | ABC           |
| 2007     | Natal                  | Granja             | ABC           |
| 2008     | Moita Bonita           | Horizonte          | Itabaiana     |
| 2009     | Moita Bonita           | Fortaleza          | ABC           |
| 2010     | Moita Bonita           | ABC                | Moitense      |
| 2011     | Paulo Afonso           | Horizonte          | Moitense      |
| 2012     | Paulo Afonso           | Lagarto            | Alto Santo    |
| 2013     | Moita Bonita           | Tigre              | Vento em Popa |
| 2014     | Luís Eduardo Magalhães | Horizonte          | Moitense      |
| 2015     | Moita Bonita           | Moitense           | Gloriense     |
| 2016     | Maceió                 | Grêmio Pague Menos | Balsas        |
| 2017     | Horizonte              | Horizonte          | Brejo do Cruz |
| 2018     | Joaquim Nabuco         | Brejo do Cruz      | Tamandaré     |
| 2019     | Teresina               | Ceará              | Ladim         |

## Vittorie per club
| Titoli | Squadra            | Anni                   |
| ------ | ------------------ | ---------------------- |
| 4      | Horizonte          | 2008, 2011, 2014, 2017 |
| 2      | Moitense           | 2005, 2015             |
| 1      | Afagu              | 2006                   |
| 1      | Granja             | 2007                   |
| 1      | Fortaleza          | 2009                   |
| 1      | ABC                | 2010                   |
| 1      | Lagarto            | 2012                   |
| 1      | Tigre              | 2013                   |
| 1      | Grêmio Pague Menos | 2016                   |
| 1      | Brejo do Cruz      | 2018                   |